# Live in Philadelphia (Yes)
Live in Philadelphia è il video di un concerto del gruppo progressive rock inglese Yes.

## Il video
Il filmato fu registrato presso il Philadelphia Spectrum di Philadelphia il 21 giugno 1979. L'esibizione fu eseguita su un palco circolare rotante al centro della struttura. Il concerto fa parte del tour, avvenuto negli anni 1978-1979, che seguì l'uscita dell'album Tormato. Questo tour è anche l'ultimo in cui Jon Anderson figura come cantante prima della reunion del 1983. Anche per Rick Wakeman sarà l'ultimo tour fino al 1991, anno in cui ritornerà nella band per lo Union tour.
Nonostante la bassa qualità del filmato, esso rappresenta una delle poche testimonianze del gruppo in quel periodo.

## Contenuti
1. Siberian Khatru
2. Circus of Heaven
3. Starship Trooper
4. The Ancient [excerpt]
5. I've Seen All Good People
6. Roundabout

## Formazione
- Jon Anderson: voce, chitarra e percussioni
- Steve Howe: chitarra
- Rick Wakeman: tastiere
- Chris Squire: basso elettrico
- Alan White: batteria e percussioni